# Guder
Guder är en ort i Etiopien.   Den ligger i regionen Oromia, i den centrala delen av landet, 110 km väster om huvudstaden Addis Abeba. Guder ligger 2 031 meter över havet och antalet invånare är 12 569.
Terrängen runt Guder är huvudsakligen kuperad, men den allra närmaste omgivningen är platt. Runt Guder är det ganska tätbefolkat, med 149 invånare per kvadratkilometer. Närmaste större samhälle är Hāgere Hiywet, 9,3 km öster om Guder. Omgivningarna runt Guder är en mosaik av jordbruksmark och naturlig växtlighet.